# Прапор Федеративних Штатів Мікронезії
Державний прапор Федеративних Штатів Мікронезії — прийнятий 30 листопада 1978 року першим законодавчим актом країни, а саме Законом про прапор Конгресу Федеративних Штатів Мікронезії.
Аналогічний прапор з шістьма зірками був у використанні з 1965 по 1978 роки (прапор підопічної території Тихоокеанські Острови). Косрае був тоді частиною Понпеї, і разом з ним був представлений однією зіркою. Три додаткові зірки символізували Палау, Маршаллові Острови і Північні Маріанські Острови, які вирішили не входити до складу Федерації. Дизайн сучасного прапору був представлений 22-річним Гонсалом Сантосом з острову Сайпан.

## Символіка
Блакитний колір прапору символізує Тихий океан, у якому розташована країна. Білий — мир між різними групами населення. Чотири зірки символізують чотири штати країни: Чуук, Понпеї, Косрае та Яп. Зірки розташовані у вигляді сторін світу.

## Прапори штатів
| Мапа | Прапор | Пропорції | Штат   | Опис |
| ---- | ------ | --------- | ------ | --- |
|      |        | 37:70     | Косрае | Прапор являє собою блакитне полотнище, в центрі якого зображено дві оливкові гілки, які символізують єдність народу і уряду. Чотири зірки представляють чотири громади штату.      |
|      |        | 10:19     | Понпеї | Прапор являє собою синє полотнище, в центрі якого зображено два листка кокосової пальми та 11 білих зірок, які символізують громади штату. Під зірками зображено розрізаний кокос. |
|      |        | 10:19     | Чуук   | Прапор являє собою синє полотнище, в центрі якого зображено кокосову пальму, оточену колом з 38 зірок, які символізують громади штату.                                             |
|      |        | 10:19     | Яп     | Прапор являє собою блакитне полотнище, в центрі якого зображено коло з стилізованим зображенням човна з піднятим вітрилом. У центрі човна розміщено п'ятипроменеву зірку.          |

- Прапори штатів Мікронезії

## Історичні прапори

Прапор Іспанії, якій належали ФШМ (до 1899) як частина Іспанської Ост-Індії (1986 — 12 лютого 1899)
Прапор Німецької колоніальної імперії (12 лютого 1899 — 1914)
Прапор Японії (1914—1944)
Прапор ООН
(18 липня 1947 — 19 серпня 1965)
Прапор Підопічної території Тихоокеанські острови (19 серпня 1965 — 30 листопада 1978)